# Современный ритм-н-блюз
Современный ритм-н-блюз, или современный ар-н-би (англ. contemporary R&B), или просто ар-н-би (англ. R&B, или R'n'B) — музыкальный стиль, истоки которого идут от ритм-н-блюза 1940-х годов, особенно популярный в США.
Вокалисты современного ритм-н-блюз часто известны своим использованием мелизмы (мелизматического пения), популяризированной такими известными музыкантами, как Acid Towel, Майкл Джексон, Ар Келли, Крейг Дэвид, Стиви Уандер, Уитни Хьюстон, Мэрайя Кэри, Эми Уайнхаус, Джордж Миллер.

## Определение
Несмотря на то, что сокращение ар-н-би (англ. R&B) производит ассоциации с музыкой в стиле ритм-н-блюз, эта аббревиатура используется для определения более нового стиля афроамериканской музыки, появившегося после диско в 1980-х годах. Современный ар-н-би сочетает в себе элементы соула, фанка, танцевальной музыки и, в результате появления течения нью-джек-свинг в конце 1980-х годов, хип-хопа.
Некоторые источники определяют стиль ар-н-би как современную городскую музыку (это название формата радио, которое вещает хип-хоп и современный ар-н-би).

## История
Изначально хип-хопом называлось всё то, что делали подростки бедных районов Нью-Йорка (гетто) Бруклина и Бронкса примерно в 1960—1970-х годах. В этих районах существовало множество подростковых группировок, каждая имела свою определённую территорию, границы которой были обозначены рисунками (граффити) — символами группировки. Эти же подростки ходили развлекаться в местные клубы и на танцплощадки, где играла модная в те времена музыка — то есть соул и фанк. Под эти ритмы рождались самые затейливые танцы, такие, например, как брейкданс. Музыку в те времена проигрывали с пластинок (англ. disc), а ставящий пластинки звался диск-жокеем, или диджеем (англ. Disc Jockey, DJ). Один из диджеев Бронкса — Kool Herc — придумал технику игры на двух проигрывателях пластинок, что позволяло накладывать одну мелодию на другую.
Под те же ритмы эмси (англ. Master of Ceremonies, MC’s) развлекали народ, зачастую тем, что с ходу придумывали весёлые рифмы (позже они стали читать свои рифмованные произведения). Первые официальные записи рэп-исполнителей, относящиеся к концу 70-х — началу 80-х годов наложены на музыку соул, фанк и диско, то есть на стили, являющиеся продолжателями ритм-н-блюза. Таким образом хип-хоп изначально связан с ритм-н-блюзом, но не относится напрямую к культуре последнего.
В разные годы были учреждены премии Грэмми по жанру, в том числе «Премия «Грэмми» за лучшее R&B-исполнение» (1959—), «Лучшая песня в стиле R&B» (1969—), «Лучший альбом в стиле ритм-н-блюз» (1995—), «Лучшее женское вокальное ритм-н-блюз-исполнение» (1967—2011), «Лучшее мужское вокальное ритм-н-блюз-исполнение» (1967—2011), «Лучшее исполнение дуэтом или группой в стиле ритм-н-блюз» (1967—2011).

## 1990-е годы
Второй этап взаимодействия ритм-н-блюза с хип-хопом — период «хип-хоп-соула» (1993—1998) — обозначил более тесное сближение двух музыкальных направлений. Современный ар-н-би заимствует у хип-хопа его непредсказуемый ритмический рисунок, композиции становятся менее однородными и более энергичными. Отличительная черта записей этого периода — общая атмосфера телесной чувственности и даже цинизма. Откровенные, на грани фола, тексты многих исполнителей свидетельствовали о взрослении аудитории этого направления: по сравнению с нью-джек-свингом, это были не только подростки старшего школьного возраста, но и более взрослые слои молодёжи. Основные исполнители этого периода — «королева хип-хоп-соула» Мэри Джей Блайдж, его «король» Ар Келли и женское трио TLC.

## 2000-е годы
Современный ритм-н-блюз имеет гладкий, электронный стиль звучания с ритмами драм-машины и мягкий, «сочный» вокал. Типично использование ритмов хип-хопа, однако резкость и твёрдость, присущая хип-хопу, также сглаживается.
По данным журнала Billboard, среди наиболее популярных и коммерчески успешных исполнителей R&B 2000-х годов такие музыканты как Ашер, Алиша Киз, Бейонсе, Мэрайя Кэри, Рианна, Крис Браун и Ни-Йо.

## 2010-е годы

#### Инди-R&B
(См.: Инди-R&B)

## 2020-е годы

#### Китай
25 апреля 2020 года китайский исполнитель Сяо Чжань выпустил песню в жанре R&B под названием Spot Light (рус.: Пятно Света; кит. упр.: 光点; пиньинь: Guāng Diǎn, также известная как "Made To Love"), которая стала самым продаваемым цифровым синглом в мире с более чем 50 миллионами скачиваний. Также певец стал самым продаваемым исполнителем в Китае за всё время только с этой композицией. Продажа песни происходила без какой-либо пиар-кампании. Обложку к синглу создал сам певец.

## Факты
- Иногда ар-н-би полушуточно расшифровывается как «Rich and Beautiful» (рус. «богатые и красивые»), из-за образа жизни, который пропагандирует данная субкультура[1][12].